# Kuknur
Kuknur (auch Kuknoor oder Kukanura, Kannada ಕೂಕನೂರ) ist ein Ort mit rund 20.000 Einwohnern im Distrikt Koppal im Norden des indischen Bundesstaat Karnataka. Der Ort ist überregional bekannt wegen mehrerer mittelalterlicher Tempelbauten aus der Rashtrakuta- und Chalukya-Zeit.

## Lage und Klima
Kuknur liegt im Zentrum Karnatakas auf dem Dekkan-Plateau in einer Höhe von ca. 475 m knapp 35 km (Fahrtstrecke) nordwestlich der Distriktshauptstadt Koppal bzw. ca. 58 km nordwestlich von Hosapete bzw. Hampi. Der Tempelort Itagi befindet sich nur knapp 7 km südwestlich. Das Klima ist subtropisch warm; Regen (ca. 700 mm/Jahr) fällt fast nur in den sommerlichen Monsunmonaten.

## Bevölkerung
Ca. 95 % der mehrheitlich Kannada sprechenden Bevölkerung sind Hindus; Moslems und andere Religionsgruppen spielen in den meisten ländlichen Regionen Indiens kaum eine Rolle. Der männliche und der weibliche Bevölkerungsanteil sind ungefähr gleich hoch. Ungefähr 25 % der Bevölkerung sind Analphabeten.

## Wirtschaft
Die Umgebung von Kuknur ist in hohem Maße landwirtschaftlich orientiert; man lebt immer noch vorwiegend als Selbstversorger. Es gibt jedoch auch einige Granitsteinbrüche. Im Ort selbst haben sich auch Kleinhändler, Handwerker und Dienstleister aller Art niedergelassen.

## Geschichte
Das Gebiet um Kuknur gehörte im frühen Mittelalter zum Reich der Kadamba, der Chalukyas von Badami und der Rashtrakutas. Wie Inschriften bezeugen kam die Stadt im 11. und 12. Jahrhundert unter die Einflusssphäre der Chalukyas von Kalyani, bis die Kalachuri und die Hoysala vorübergehend die Macht übernahmen, denen im Jahr 1348 das Vijayanagar-Reich folgte, das selbst wiederum im Jahr 1565 in der Schlacht von Talikota den vereinigten Heeren der Dekkan-Sultanate unterlag. Diese waren jedoch untereinander zerstritten und so konnte der hinduistische Fürstenstaat von Mysore die Macht zeitweise übernehmen, die ihm jedoch von den Sultanen der Adil-Shahi-Dynastie von Bijapur streitig gemacht wurde. Von 1761 bis 1799 okkupierten Haidar Ali und Tipu Sultan, zwei quasi unabhängig regierende Generäle des Fürstenstaats Mysore, die Macht; danach dehnten die Briten ihren Einfluss auch auf Südindien aus.

## Sehenswürdigkeiten
- Der Navalinga (= „neun Linga“)-Tempelkomplex besteht aus neun kleinen Tempelbauten mit jeweils einem Shiva-Lingam und stammt aus der Rashtrakuta-Zeit (um 900). Die einzelnen Schreine sind architektonisch ähnlich gestaltet; sie haben keine Vorhalle (mandapa) und leicht unterschiedliche Turmgestaltungen (vimanas), von denen einige auch zerstört sind. Sowohl an den  Außenwänden als auch an den Dachaufbauten findet sich keinerlei figürlicher Schmuck.[4]
- Im angeblich bereits im Mahabharata-Epos erwähnten Mahamaya-Tempel werden die Gottheiten Lakshmi, Parvati und Harihara verehrt.[5]
- Insgesamt 15 Inschriftsteine aus der Zeit von 1005 bis 1186 stehen verstreut im ganzen Dorf; ihr Inhalt erwähnt die Namen der Stifter, das Regierungsjahr des jeweiligen Herrschers und sonstige Weihetexte.

Umgebung

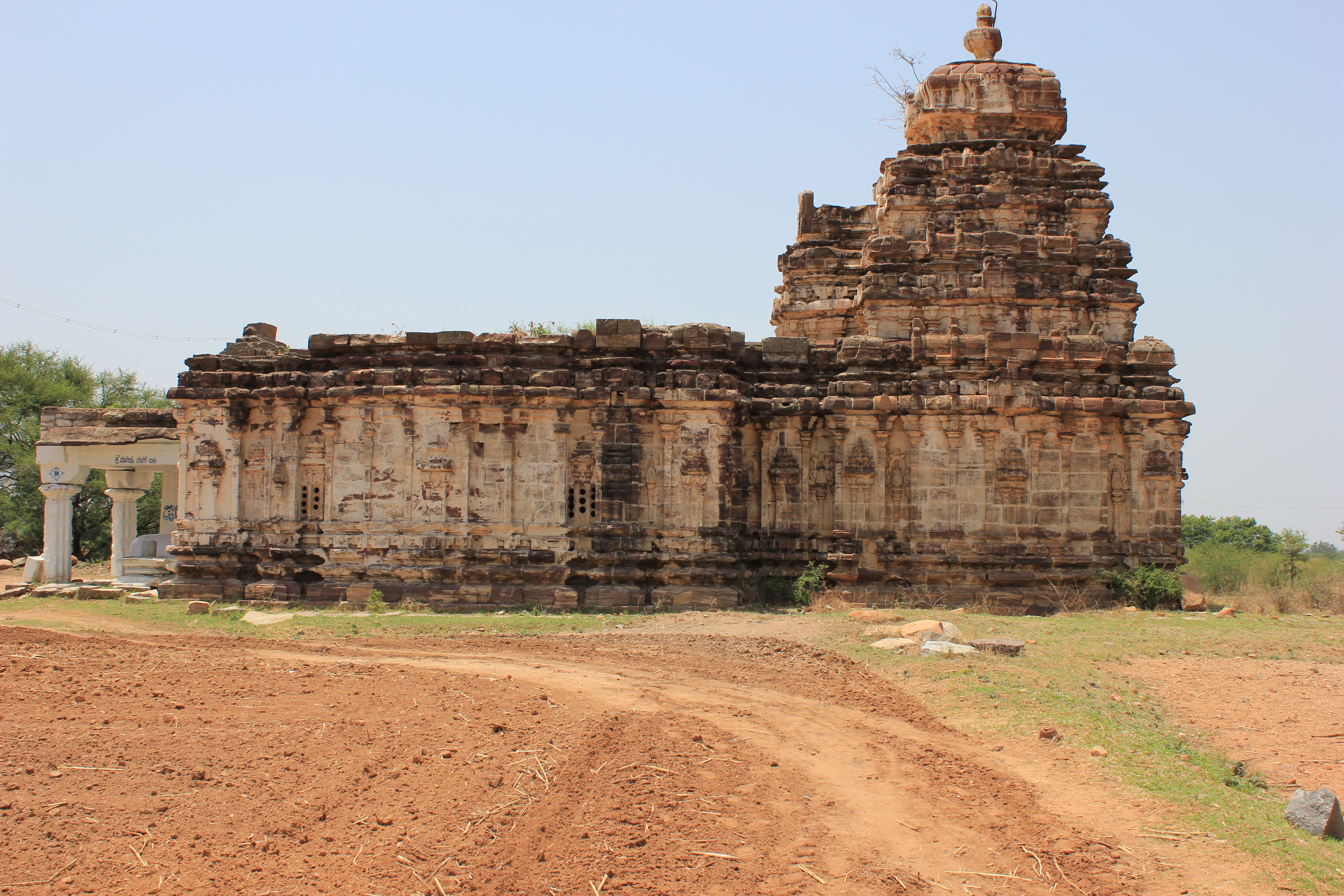
Kuknur, Kalleshvara-Tempel

- Der etwas außerhalb des Ortes stehende Kalleshvara-Tempel gehört zu den frühen Bauten der Chalukyas von Kalyani; er wird in die erste Hälfte des 11. Jahrhunderts datiert und zeigt nur eine vergleichsweise einfache, d. h. nur wenig gegliederte (ratha) sowie figuren- und ornamentlose Außenansicht. Die Vorhalle (mandapa) ist zweigeteilt: ein offener Portikus mit kannelierten Säulen wurde wahrscheinlich im 18. oder 19. Jahrhundert hinzugefügt; die eigentliche Vorhalle wird nur durch die Tür sowie durch mehrere kleinere Steingitterfenster (jalis) belichtet. Die Seitenansicht zeigt deutlich die leicht aus dem gestuften Turmaufbau hervortretende antarala (in Südindien sukhanasi), in welcher sich die Treppenstufen zur erhöht liegenden fensterlosen Cella (garbhagriha) befinden. Diese ist im Innern nahezu quadratisch und äußerst schmucklos; das Äußere wird durch eine Art „Schirmkuppel“ mit aufsitzender kalasha-Vase dominiert.